# Владимир Савић (фудбалер)
Владимир Савић (Пожаревац, 12. марта 1996) српски је фудбалски голман који тренутно наступа за Напредак из Крушевца.

## Каријера
Савић је почео да тренира фудбал у родном Пожаревцу, где је био члан Младог радника. Био је и члан млађих категорија Црвене звезде. За Млади радник је потом неколико година бранио у сениорској конкуренцији где је неко време био и капитен. Једну сезону провео је у швајцарском Волену. Годину и по дана провео је у крагујевачком Радничком. У сезони 2020/21. коју је тај тим завршио на челу Прве лиге Србије бранио је на два сусрета. Потом је био члан Слоге из Петровца на Млави, а затим је као голман чајетинског Златибора сачувао мрежу на 8 од укупно 21 утакмице у Првој лиги. Крајем јануара 2022. потписао је уговор са Напретком из Крушевца.

## Трофеји и награде

### Екипно
Раднички Крагујевац
- Прва лига Србије : 2020/21.[11]

### Појединачно
- Тим сезоне Српске лиге Запад : 2017/18.[12]
- Најбољи спортиста Града Пожаревца за 2018. годину (један од добитника)[13]
- Најбоље оцењени чувар мреже Српске лиге Запад (2): 2017/18, 2018/19.[14]